# トマシュ・ベドナルチク
トマシュ・ベドナルチク（ポーランド語: Tomasz Bednarczyk、1986年 - ）は、ポーランドのエレクトロニカミュージシャン。

## ディスコグラフィー

### シングル
- So Nice EP  (2006)

### アルバム
- Summer Feelings (2008)
- Painting Sky Together (2009)
- Let's Make Better Mistakes Tomorrow (2009)